# Tous ensemble (chanson)
Pour les articles homonymes, voir Tous ensemble (homonymie).
Singles de Johnny Hallyday
On a tous besoin d'amour
(2001) Marie
(2002)
Tous ensemble est une chanson écrite par Catherine Lara, Thierry Eliez et Adrien Blaise, composée par Catherine Lara, Thierry Eliez et Michel Sanchez et interprétée par Johnny Hallyday. Il s'agit de la chanson officielle de l'équipe de France de football pour la Coupe du monde 2002.
Elle sort en single le 23 avril 2002 et se classe en tête des ventes en France, ainsi que 11e en Belgique francophone. Depuis la création du Top 50 en 1984, c'est la première fois que Johnny Hallyday se classe numéro un.

## Liste des titres
1. Tous ensemble 2:45
2. Tous ensemble (instrumental) 2:45

## Classements hebdomadaires
| Classements (2002)                      | Meilleure position |
| --------------------------------------- | ------------------ |
| Belgique (Wallonie Ultratop 50 Singles) | 11                 |
| France (SNEP)                           | 1                  |

## Certifications
| Pays          | Certifications |
| ------------- | -------------- |
| France (SNEP) | Platine        |